# 名物 (茶道具)
名物（めいぶつ）とは、茶道具においては格付けの一種類と捉えることが出来る。
- 広義には愛称としての銘を備えた道具の全てを指すが、一般的には名物記などに登場する道具を指す。
- さらに大名物（おおめいぶつ）と中興名物（ちゅうこうめいぶつ）に対して、千利休時代に著名であった道具を指す場合もある。

名物とされる茶道具は、茶碗や茶器だけでなく、それらを包む布類「名物裂（きれ）」にも及ぶ。　

## 歴史
室町時代には喫茶の中で唐物に代表される道具を尊ぶ風潮が出来上がっていたが、さらに茶人は道具の「ナリ」（形態）や見所（特徴）に評価の基準を作り、道具に序列を付けるようになった。特に著名な道具は所持する茶人の名前などから区別して呼ばれるようになり、「名物」という枠組みを形成していった。
利休の活躍した天正年間には、進取の気風のある堺を中心に道具の価値観が大きく変化している（これがわび茶の形成と大きく関わっている）。当初最も重要視されたのは茶壷であったが、利休の時代には茶入に座を奪われるようになった。『山上宗二記』からは、この道具の序列の変化が確認され、また高麗物である井戸茶碗（豊臣秀吉所持）が名物に名を連ねている点も注目される。
江戸時代に『玩貨名物記』に代表される名物記が版本で刊行されており、その価値観が大衆へと普及した。しかしこの『玩貨名物記』は道具を御三家を筆頭とした家柄によって序列しており、道具の価値も姿形の優秀さではなく、所持する大名家の格によって決定されるようになった。
江戸時代初期には、小堀遠州が国焼茶入を取上げ、和歌を題材に道具の個性にちなんだ銘を付けた（和歌銘）。
江戸時代後期には松平不昧（松平治郷）の『雲州名物帳』が刊行され、これにより同書の「大名物」「名物」「中興名物」という格付けが普及した。

## 大名物
『雲州名物帳』によって形成された枠組みではあるが、また現在では名物中の上位を意味する場合もある。主に室町時代に足利将軍家が所持していた道具（東山御物）と、利休時代に最高位に評価された茶入などがこれに当たる。

## 中興名物
「大名物」に対しては、利休時代に著名であった道具を単に「名物」と称しており、それらからもれた茶陶器を「中興名物」という。これも『雲州名物帳』によって決められており、小堀遠州が好んだ国焼茶入が主体となっている。

## 参考図書
- 加藤唐九郎編『原色陶器大辞典』淡交社、1972年
- 『一個人』2011年6月号、KKベストセラーズ
- 矢部良明『エピソードで綴る名物物語』宮帯出版社、2016年
- 『大正名器鑑』　高橋義雄編纂　全9編11冊＋索引、1921年 - 1927年。茶入436点、茶碗439点を収録。近代にはいって編纂された名物記の代表格。